# Munxar
Munxar (in italiano storico Monsciar) è un comune maltese di 1 221 abitanti situato nel sud dell'isola di Gozo. Il nome Munxar significa "sega", per via degli scogli antistanti il paese, rappresentati anche nella bandiera del paese.
La chiesa parrocchiale, un piccolo edificio barocco costruito con la tipica pietra maltese, è dedicata a San Paolo. Fu costruita tra il 1914 e il 1925 e fu consacrata il 18 ottobre 1925. Il vescovo Giuseppe Pace la istituì come parrocchiale il 12 dicembre 1957. Munxar fu l'ultimo borgo di Gozo a diventare una parrocchia autonoma. La festa è ufficialmente celebrata il 10 febbraio, che è anche festa nazionale; la festa popolare è celebrata per le strade del paese la terza domenica di ogni maggio.
Uno dei personaggi di nota per essere nato e vissuto in questo villaggio è il professor Joseph Aquilina.

## Storia
Resti di un tempio megalitico sono stati trovati nella zona di Ta' Marżiena e resti romani sono stati trovati nella valle di Xlendi. Geograficamente, Munxar è sempre stata parte del villaggio vicino di Sannat.
Le prime registrazioni storiche della zona risalgono al XVI secolo quando la zona era chiamata Monxiar, il che significa sega, prendendo il nome dalle due valli che corrono parallele al villaggio. Da un censimento del XVI secolo, il villaggio aveva una popolazione di circa 200 abitanti. I primi cognomi registrati nel censimento erano Attard, Barberi, Hagius. A quel tempo, Monxiar e Xlendi facevano parte del villaggio di Sannat -  la popolazione di Xlendi era di solo 8 persone: il guardiano della torre e la sua famiglia che vivevano nella torre di Xlendi. La gente di Munxar ha frequentava la parrocchia di Saint Margaret a Sannat; tuttavia, fatti storici e prove documentate indicano l'esistenza di altre tre cappelle, oggi completamente demolite.
Alla fine del XIX secolo, il parroco di Sannat notò la necessità di una piccola cappella per il bisogno spirituale dei Munxarin, e una cappella fu costruita nel sito in cui si trova la chiesa parrocchiale. Negli anni successivi, la cappella divenne troppo piccola dal momento che il villaggio cresceva e il rettore della cappella presentò una petizione per costruire una chiesa al vescovo. La costruzione di una nuova chiesa fu approvata dalla curia e il 2 febbraio 1914 la costruzione di una nuova chiesa iniziò su un sito donato da due fratelli e una sorella nota come Ta Katalla. La chiesa fu terminata il 19 febbraio 1921. La chiesa fu dedicata a San Paolo e più tardi una statua di san Paolo fu eretta da Wistin Camilleri nel 1933. La chiesa di Munxar fu elevata a parrocchia il 12 dicembre 1957.

## Xlendi

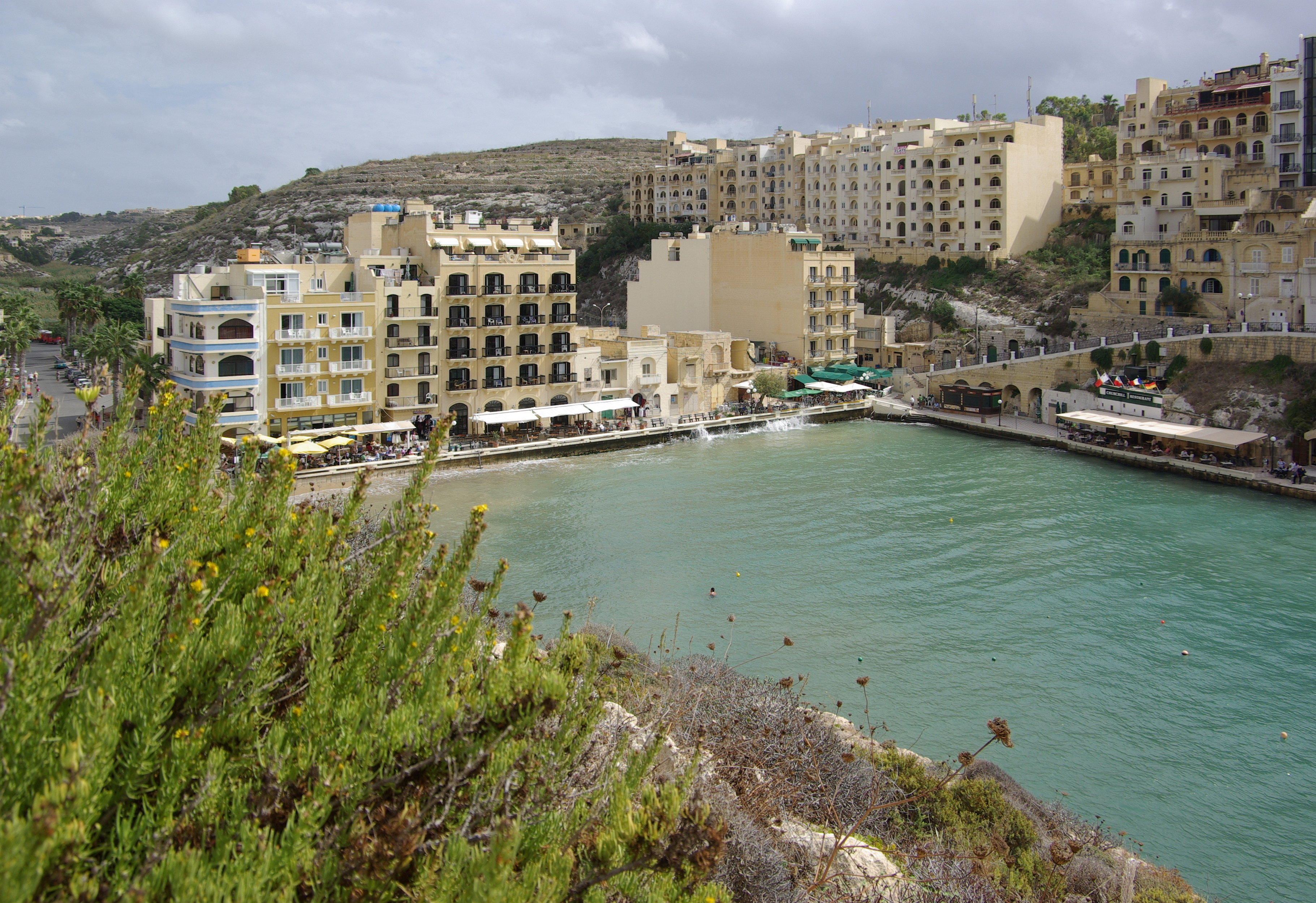
Xlendi

Nei pressi di Munxar vi è la baia di Xlendi, una località turistica popolare immersa in un fiordo come l'insenatura tra scogliere alte. Xlendi Bay è un piccolo villaggio di pescatori, ma è anche un'ideale località balneare soprattutto in estate.